# Raimund Bachmann
Raimund Bachmann (* 31. März 1882 in Vordernberg; † 8. Juni 1961 in Leoben) war ein österreichischer Politiker der Sozialdemokratische Arbeiterpartei (SDAP) sowie Kommunistischen Partei Österreichs (KPÖ), der unter anderem 1945 Landesrat in der Steiermärkischen Landesregierung war. 

## Leben
Raimund Bachmann absolvierte nach dem Besuch der Volksschule und der Hauptschule eine Berufsausbildung zum Tischler und war danach als Bau- und Möbeltischler in Klagenfurt, in der Schweiz, Hamburg sowie in Flensburg tätig. 1910 wurde er in Vordernberg Vorarbeiter bei der Österreichisch-Alpine Montangesellschaft, ein Bergwerk- und Metallindustrieunternehmen. Zu Beginn der 1920er Jahre begann er sein gewerkschaftliches und politisches Engagement und wurde 1920 Buchhalter und Hauptkassier des Bergarbeiterverbandes in Leoben. Des Weiteren war er seit 1920 Obmann der Sozialdemokratische Arbeiterpartei (SDAP) in Leoben. Er war ferner zwischen 1920 und 1934 Vertrauensmann bei der Österreichisch-Alpine Montangesellschaft, Vorstand der Bezirks-Konsumgenossenschaft sowie zwischen 1923 und 1934 Mitglied des Gemeinderats von Leoben. 1934 wurde er wegen seiner Teilnahme an den Februarkämpfen monatelang inhaftiert. Bachmann war bis 1938 arbeitslos. Danach war er Pächter eines kleinen Gasthauses in Graz und arbeitete wieder als Tischler in Steiermark und Klagenfurt.
Nach dem Zweiten Weltkrieg wurde Bachmann im Mai 1945 Kassier des Landesorganisation der Kommunistischen Partei Österreichs (KPÖ) in der Steiermark und bekleidete dieses Amt bis 1957. Am 18. Juli 1945 trat er in die Steiermärkische Landesregierung ein und war zwischen dem 18. Juli und dem 8. August 1945 Landesrat für soziale Verwaltung in der provisorischen Landesregierung Machold. 